# Sân bay quốc tế Uzhhorod

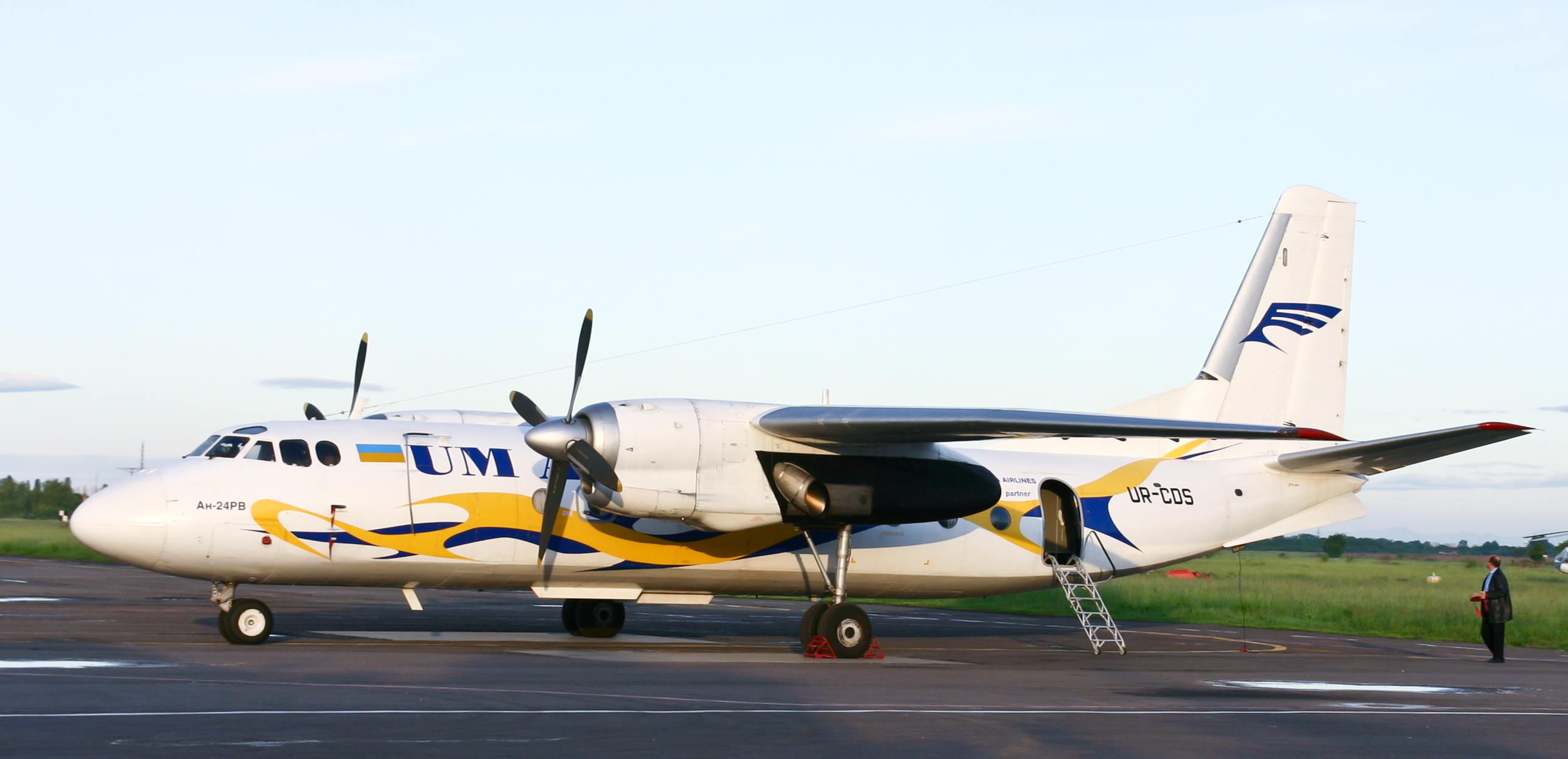
Antonov An-24 turboprop transport at the airport.

Sân bay quốc tế Uzhhorod, (tiếng Ukraina: Міжнародний аеропорт «Ужгород») (IATA: UDJ, ICAO: UKLU) là một sân bay ở thành phố Uzhhorod, phía đông tỉnh Zakarpattia của Ukraina. Đây là một trong những sân bay lớn nhất Ukraina, phục vụ chủ yếu cho thành phố Uzhhorod và toàn tỉnh. Sân bay nằm ở vị trí cực tây của thành phố, ở quận Chervenytsia, phố Sobranetska. Sân bay Uzhhorod chỉ có một nhà ga.

## Các hãng hàng không và các tuyến điểm
- Aerosvit Airlines(Kiev-Boryspil)
- Lugansk Airlines (Kiev-Borispol)
- Lviv Airlines (Moscow-Domodedovo)
- Mars RK (Kiev-Zhulhany)
- South Airlines (Antalya, Odessa)